# Državna duma
Državna duma Federalne skupštine Ruske Federacije (skraćeno Državna duma, GD) (ruski: Государственная дума) donji je dom Savezne skupštine parlamenta Ruske Federacije. Najviše je predstavničko i zakonodavno tijelo vlasti u Rusiji, zajedno s Vijećem Federacije. Pravni status Državne dume određen je u 5. poglavlju Ustava Rusije.

## Sastav
Državna duma sastoji se od 450 zastupnika. Za zastupnika može biti biran državljanin Ruske Federacije koji ima najmanje 21 godinu i ima pravo sudjelovanja na izborima (čl. 97., st. 2. Ustava Rusije). Nitko ne može biti istodobno zastupnik Državne dume i Vijeća Federacije.
Državnu dumu vode predsjednik, prvi zamjenici predsjednika i zamjenici predsjednika. Svaka frakcija ili zastupnička skupina ima pravo imenovati jednog zamjenika predsjednika.
Državna duma može biti raspuštena dekretom predsjednika Ruske Federacije ako je tri puta odbila kandidaturu za mjesto predsjednika Vlade Ruske Federacije ili je izglasala nepovjerenje Vladi nakon 3 mjeseca. Duma se ne može raspustiti u prvoj i posljednjoj godini svoga rada. U slučaju raspuštanja Državne dume, predsjednik Ruske Federacije raspisuje izbore najkasnije četiri mjeseca od dana raspuštanja.
Pravni okvir koji se koristi za izbor Dume razlikovao se tijekom godina. Osim parlamentarnih izbora 2007. i izbora 2011., za izbor Dume korišten je mješoviti sustav usporednog glasovanja. Sustav je vraćen u veljači 2014. sa sustava razmjerne zastupljenosti stranačkih lista donesenog 2003. s povećanim izbornim pragom od 7 % koji je ovaj put spušten na 5 %.

## Nadležnosti
Prema Ustavu Ruske Federacije, Državna duma ima sljedeće ovlasti:
- daje suglasnost predsjedniku Ruske Federacije za imenovanje predsjednika Vlade Ruske Federacije;
- razmatra godišnje račune Vlade Ruske Federacije i rezultate njezina rada;
- rješava pitanja povjerenja Vladi Ruske Federacije;
- imenuje i razrješava predsjednika Središnje banke Ruske Federacije;
- imenuje i razrješava predsjednika Računovodstvene komore Ruske Federacije i polovicu njezinih revizora;
- imenuje i razrješava zastupnika za ljudska prava;
- proglašava amnestiju;
- podiže optužbu protiv predsjednika Ruske Federacije radi njegovog razrješenja.

Državna duma donosi savezne zakone većinom glasova ukupnog broja zastupnika, osim ako nije drugačije određeno. Kada Državna duma usvoji savezni zakon ili drugi akt, šalje ga Vijeću Federacije na razmatranje, a kada ga odobri, šalje se predsjedniku Ruske Federacije na potpis i proglašenje.